# Rod Foster
Roderick Allen ""Rod" Foster (nacido el 10 de octubre de 1960 en Birmingham, Alabama) es un exjugador y entrenador de baloncesto estadounidense que jugó tres temporadas en la NBA. Con 1,85 metros de estatura, lo hacía en la posición de base.

## Trayectoria deportiva

### Universidad
Jugó durante tres temporadas con los Bruins de la Universidad de California en Los Ángeles, en las que promedió 12,1 puntos, 2,1 asistencias y 1,7 rebotes por partido. En su primera temporada llegó junto con su equipo a disputar la final del Torneo de la NCAA ante Louisville, y fue elegido en el mejor quinteto del torneo, compartiéndolo con jugadores como Darrell Griffith, Joe Barry Carroll, Rodney McCray y Kiki Vandeweghe. en 1981 y 1983 fue además incluido en el mejor quinteto de la Pacific Ten Conference.

### Profesional
Fue elegido en la vigésimo octava posición del Draft de la NBA de 1983 por Phoenix Suns, donde en su primera temporada alternó la titularidad en el puesto de base con Kyle Macy, acabando el año promediando 8,3 puntos y 2,2 asistencias por partido.
En la temporada 1984-85, a pesar de salir todos los partidos menos uno desde el banquillo, mejoró sus estadísticas, promediando 8,8 puntos y 2,4 asistencias. en su tercera temporada como profesional había predido protagonismo en el equipo, jugando menos minutos, hasta que en el mes de marzo sufrió un accidente de automóvil conduciendo su Jeep por el desierto de Arizona que le destrozó la pierna, teniendo que poner fin a su carrera profesional.
Tras dos años apartado de las pistas, los San Antonio Spurs lo contrataron como agente libre antes del comienzo de la temporada 1988-89, pero fue cortado antes del inicio de la misma.

### Entrenador
Tras retirarse del baloncesto profesional, en 1988 jugó algunos partidos con la organización religiosa Athletes in Action. En 1998 ocupó el puesto de entrenador asistente en la Universidad de Wright State, permaneciendo en el mismo hasta 2002, cuando regresó a su ministerio religioso.

## Estadísticas de su carrera en la NBA

### Temporada regular
| Temporada | Edad | Equipo       | Liga | P   | TIT | MIN  | TC  | TCA | %TC  | 3P  | 3PA | %3P  | TL  | TLA | %TL  | R.OF. | R.DEF. | REB | ASIS | ROB | TAP | PER | FP  | PTS |
| 1983-84   | 23   | Phoenix Suns | NBA  | 80  | 34  | 17.8 | 3.3 | 7.3 | .448 | 0.3 | 1.1 | .262 | 1.5 | 1.9 | .787 | 0.5   | 1.0    | 1.5 | 2.2  | 0.7 | 0.1 | 1.4 | 2.4 | 8.3 |
| 1984-85   | 24   | Phoenix Suns | NBA  | 79  | 1   | 16.7 | 3.6 | 8.1 | .450 | 0.5 | 1.6 | .325 | 1.1 | 1.4 | .755 | 0.3   | 0.7    | 1.0 | 2.4  | 0.8 | 0.0 | 1.5 | 2.2 | 8.8 |
| 1985-86   | 25   | Phoenix Suns | NBA  | 48  | 0   | 14.7 | 1.8 | 4.5 | .390 | 0.2 | 0.7 | .281 | 0.5 | 0.7 | .719 | 0.2   | 1.0    | 1.2 | 2.5  | 0.5 | 0.0 | 1.3 | 1.6 | 4.2 |
| Total     |      |              | NBA  | 207 | 35  | 16.6 | 3.0 | 6.9 | .440 | 0.3 | 1.2 | .298 | 1.1 | 1.4 | .768 | 0.4   | 0.9    | 1.2 | 2.3  | 0.7 | 0.0 | 1.4 | 2.1 | 7.5 |

### Playoffs
| Temporada | Edad | Equipo       | Liga | P  | MIN | TCA | TC | 3PA | 3P | TLA | TL | R.OF. | REB | ASIS | ROB | TAP | PER | FP | PTS | %TC  | %3P  | %FT   | MIN  | PTS | REB | AST |
| 1983-84   | 23   | Phoenix Suns | NBA  | 16 | 128 | 10  | 39 | 0   | 5  | 9   | 9  | 6     | 13  | 18   | 5   | 1   | 13  | 21 | 29  | .256 | .000 | 1.000 | 8.0  | 1.8 | 0.8 | 1.1 |
| 1984-85   | 24   | Phoenix Suns | NBA  | 3  | 56  | 7   | 25 | 0   | 4  | 6   | 8  | 0     | 3   | 7    | 5   | 0   | 5   | 4  | 20  | .280 | .000 | .750  | 18.7 | 6.7 | 1.0 | 2.3 |
| Total     |      |              | NBA  | 19 | 184 | 17  | 64 | 0   | 9  | 15  | 17 | 6     | 16  | 25   | 10  | 1   | 18  | 25 | 49  | .266 | .000 | .882  | 9.7  | 2.6 | 0.8 | 1.3 |